# Polygonella polygama
Polygonella polygama (Vent.) Engelm. & A. Gray – gatunek rośliny z rodziny rdestowatych (Polygonaceae Juss.). Występuje naturalnie w południowo-wschodnich Stanach Zjednoczonych – w Wirginii, Karolinie Północnej, Karolinie Południowej, Georgii, na Florydzie, w Alabamie, Missisipi, Luizjanie oraz Teksasie. 

## Morfologia
PokrójWiecznie zielony półkrzew dorastający do 15–70 cm wysokości.
LiścieIch blaszka liściowa jest siedząca i ma kształt od równowąskiego do wachlarzykowatego lub łyżeczkowatego. Mierzy 5–12 mm długości oraz 1 mm szerokości, o tępym wierzchołku. Gatka jest całobrzega.
KwiatyJednopłciowe, zebrane w grona o długości 4–20 mm, rozwijają się na szczytach pędów. Listki okwiatu mają kształt od owalnego do eliptycznego i białą barwę, mierzą 1 mm długości.
OwoceTrójboczne niełupki, osiągają 1–2 mm długości.

## Biologia i ekologia
Jest rośliną dwupienną. Rośnie w lasach sosnowych, na terenach nizinnych. Kwitnie od lipca do października. 

## Zmienność
W obrębie tego gatunku wyróżniono dwie odmiany:
- Polygonella polygama var. brachystachya (Meisn.) Wunderlin
- Polygonella polygama var. croomii (Chapm.) Fernald

## Ochrona
Polygonella polygama w Wirginii posiada status gatunku krytycznie zagrożonego, w Karolinie Północnej jest gatunkiem wysokiego ryzyka, natomiast w Luizjanie jest zagrożony.